# 사람과 사람들
사람과 사람들은 KBS에서 방송되었던 다큐멘터리 프로그램이다.

## 기획 의도
나름의 문제의식을 가지고 새로운 삶을 선택한 개인들을 주목하는 다큐멘터리 프로그램이다.

## 방송 시간
| 방송 채널 | 방송 기간                          | 방송 시간                            | 방송 시즌 |
| --------- | ---------------------------------- | ------------------------------------ | --------- |
| KBS 1TV   | 1993년 10월 18일 ~ 1994년 2월 28일 | 매주 월요일 저녁 7시 40분 ~ 8시 30분 | 1기       |
| KBS 1TV   | 1994년 1월 3일 ~ 1994년 4월 25일   | 매주 월요일 밤 10시 ~ 10시 45분      | 1기       |
| KBS 1TV   | 1994년 5월 2일 ~ 1994년 6월 6일    | 매주 월요일 밤 10시 50분 ~ 11시 35분 | 1기       |
| KBS 1TV   | 1994년 6월 13일 ~ 1994년 9월 26일  | 매주 월요일 밤 10시 15분 ~ 11시      | 1기       |
| KBS 1TV   | 1994년 10월 14일 ~ 1995년 2월 24일 | 매주 금요일 저녁 7시 35분 ~ 8시 30분 | 1기       |
| KBS 1TV   | 1995년 3월 8일 ~ 1999년 4월 28일   | 매주 수요일 밤 10시 15분 ~ 11시      | 1기       |
| KBS 1TV   | 2015년 9월 23일 ~ 2015년 11월 11일 | 매주 수요일 저녁 7시 30분 ~ 8시 30분 | 2기       |
| KBS 1TV   | 2016년 1월 6일 ~ 2016년 3월 30일   | 매주 수요일 저녁 7시 30분 ~ 8시 30분 | 2기       |
| KBS 1TV   | 2016년 5월 4일 ~ 2017년 9월 27일   | 매주 수요일 저녁 7시 35분 ~ 8시 30분 | 2기       |
| KBS 2TV   | 2015년 11월 7일 ~ 2015년 12월 26일 | 매주 토요일 밤 10시 30분 ~ 11시 30분 | 2기       |

## 시청률
- AGB 닐슨 미디어리서치

| 회차      | 방송 일자        | 전국 시청률(증감치) |
| --------- | ---------------- | ------------------- |
| 1회       | 2015년 9월 23일  | 미집계              |
| 2회       | 2015년 9월 30일  | 7.2%                |
| 3회       | 2015년 10월 7일  | 미집계              |
| 4회       | 2015년 10월 14일 | 9.0%                |
| 5회       | 2015년 10월 21일 | 7.8%                |
| 6회       | 2015년 10월 28일 | 8.7%                |
| 7회       | 2015년 11월 4일  | 8.7%                |
| 8회       | 2015년 11월 11일 | 7.4%                |
| 9회       | 2015년 11월 21일 | 5.3%                |
| 9회 재방  | 2015년 11월 25일 | 9.1%                |
| 10회      | 2015년 11월 28일 | 2.5%                |
| 10회 재방 | 2015년 12월 2일  | 6.3%                |
| 11회      | 2015년 12월 5일  | 3.4%                |
| 11회 재방 | 2015년 12월 9일  | 5.5%                |
| 12회      | 2015년 12월 12일 | 4.5%                |
| 12회 재방 | 2015년 12월 16일 | 7.2%                |
| 13회      | 2015년 12월 19일 | 3.7%                |
| 13회 재방 | 2015년 12월 23일 | 7%                  |
| 14회      | 2016년 1월 2일   | 4.8%                |
| 신년 기획 | 2016년 1월 10일  | 5.7%                |
| 15회      | 2016년 1월 13일  | 9.4%                |
| 16회      | 2016년 1월 20일  | 9.1%                |

## 지역 방송국 프로그램
다음 프로그램은 매주 수요일 저녁 7시 35분에 자체적으로 방송하였다.
| 방송국  | 지역           | 프로그램                    |
| ------- | -------------- | --------------------------- |
| KBS부산 | 부산광역시     | 부네스코위원회              |
| KBS부산 | 울산광역시     | 부네스코위원회              |
| KBS창원 | 경상남도       | 휴먼터치 人 우문현답        |
| KBS제주 | 제주특별자치도 | 시사파일 제주 불휘지픈 제주 |
| KBS청주 | 충청북도       | 시사플러스 특집             |
| KBS전주 | 전라북도       | 별미책방                    |